# Cykloida

Cykloida generovaná valícím se kolem

Cykloida je transcendentní cyklická křivka, kterou vytvoří bod pevně spojený s kružnicí, která se valí (kutálí) po přímce.
Cykloida má tvar donekonečna se opakujících oblouků.

## Prostá cykloida

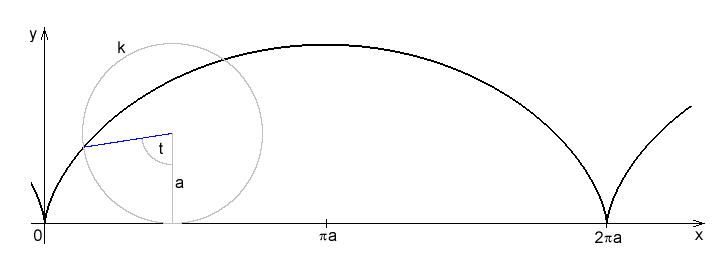
Prostá cykloida

Pokud bod pevně spojený s kružnicí leží na jejím obvodu, pak při valení této kružnice po přímce opisuje tento bod prostou (obecnou, obyčejnou) cykloidu.
Prostou cykloidu lze vyjádřit parametricky:
{\displaystyle x=a(t-\sin t)},
{\displaystyle y=a(1-\cos t)},
kde {\displaystyle a} je poloměr kružnice a parametr {\displaystyle t} je úhel otočení kutálející se kružnice.
První, resp. druhou polovinu prvního oblouku prosté cykloidy lze vyjádřit v explicitním tvaru
{\displaystyle x=a\arccos {\frac {a-y}{a}}-{\sqrt {y(2a-y)}}}
pro {\displaystyle x\in \langle 0,\pi a\rangle }, resp.
{\displaystyle x=a\left(2\pi -\arccos {\frac {a-y}{a}}\right)+{\sqrt {y(2a-y)}}}
pro {\displaystyle x\in \langle \pi a,2\pi a\rangle }.
Perioda cykloidy je {\displaystyle 2\pi a}.
Délka oblouku dané větve prosté cykloidy od hrotu do bodu {\displaystyle [x(t),y(t)]} pro {\displaystyle t\in \langle 0,2\pi \rangle } je
{\displaystyle s=4a\left(1-\cos {\frac {t}{2}}\right)}.
Dosazením periody získáme pro délku jedné větve prosté cykloidy výraz
{\displaystyle s=8a}.
Obsah plochy ohraničené jednou větví prosté cykloidy je
{\displaystyle S=3\pi a^{2}}.
Poloměr křivosti v bodě různém od hrotu prosté cykloidy je
{\displaystyle R=4a\left|\sin {\frac {t}{2}}\right|},
takže poloměr křivosti ve vrcholu je maximální:
{\displaystyle R=4a}.
Nejjednodušší přirozená rovnice prosté cykloidy je
{\displaystyle R^{2}+s^{2}=16a^{2},s\in \langle -4a,+4a\rangle ,}
kde však oblouk {\displaystyle s} počítáme od vrcholu.
Evolutou cykloidy je shodná cykloida, která je ve směru osy {\displaystyle x} posunuta o {\displaystyle \pi a} souhlasně s původní cykloidou a ve směru osy {\displaystyle y} je posunuta o {\displaystyle 2a} nesouhlasně s orientací původní cykloidy.

## Zkrácená a prodloužená cykloida

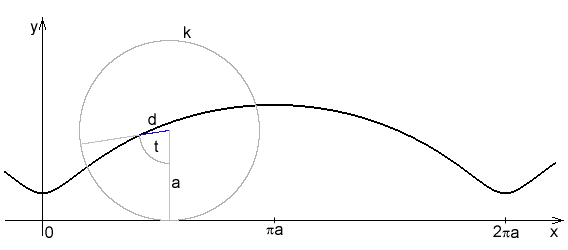
Zkrácená cykloida

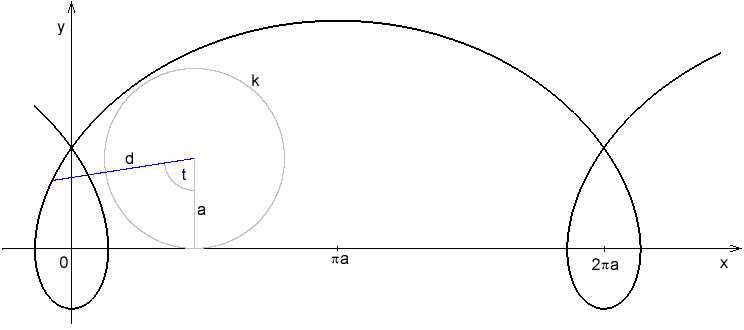
Prodloužená cykloida

Pokud bod pevně spojený s kutálející se kružnicí neleží na obvodu této kružnice, ale jeho vzdálenost od středu kružnice o poloměru {\displaystyle a} je {\displaystyle d}, pak pro {\displaystyle d<a} získáme cykloidu zkrácenou a pro {\displaystyle d>a} cykloidu prodlouženou.
Parametrické rovnice zkrácené, resp. prodloužené cykloidy lze zapsat ve tvaru
{\displaystyle x=at-d\sin t}
{\displaystyle y=a-d\cos t}

## Vlastnosti
- Prostá cykloida má nekonečně mnoho hrotů.
- Všechny prosté cykloidy mají stejný tvar, jsou podobné.
- Zkrácená cykloida má nekonečně mnoho inflexních bodů.
- Prodloužená cykloida má nekonečně mnoho uzlů (dvojných bodů).
- Oblouk cykloidy snese ze všech oblouků největší zatížení, proto mnoho oblouků mostů má právě její tvar.
- Část cykloidy je řešením úlohy o brachistochroně